# LEN Euro Cup 2012-2013
Navigation
Édition précédente Édition suivante
La LEN Euro Cup 2012-2013 est la deuxième édition sous ce nom de la seconde coupe d’Europe des clubs de water-polo masculin ; la vingtième-et-unième en tenant compte des précédents Trophées LEN masculins. Y participent ceux qui n'ont pas pu se qualifier pour les qualifications ou le tour préliminaire de la Ligue des champions.
Elle est organisée par la Ligue européenne de natation (LEN) du 19 octobre 2012 à mai 2013, date du match retour de la finale.

## Participants

### Principes de qualifications
Quinze équipes représentant neuf fédérations sont inscrites au tour de qualification rejointes par les quatre éliminées du tour de qualification de la Ligue des champions 2011-2012.
Chaque fédération peut inscrire deux équipes à la LEN Euro Cup : 
- les troisièmes et quatrièmes des championnats nationaux si les deux places de l'Euroligue sont utilisées (quatrième et cinquième dans le cas des huit fédérations représentées par trois clubs),
- ou le champion ou le vice-champion pour les fédérations et les équipes estimant leurs capacités sportives ou financières insuffisantes pour participer à la Ligue des champions ;
- toute autre équipe du championnat au cas où les clubs mieux classés ne sont pas volontaires.

### Liste des participants
| Pays                                                        | Club                                                        | Classement national en 2011-2012                            |
| Éliminés du tour de qualification de la Ligue des champions | Éliminés du tour de qualification de la Ligue des champions | Éliminés du tour de qualification de la Ligue des champions |
| ----------------------------------------------------------- | ----------------------------------------------------------- | ----------------------------------------------------------- |
| Danemark                                                    | Slagelse Svømmeklub                                         | champion                                                    |
| Espagne                                                     | Club Natació Sabadell                                       | vice-champion                                               |
| Pologne                                                     | Klub Sportowy Arkonia                                       | champion                                                    |
| Suède                                                       | Järfälla Simsällskap                                        | ?                                                           |
| Inscrits au tour de qualification de la LEN Euro Cup        |                                                             |                                                             |
| Allemagne                                                   | Olympischer Sportclub Potsdam Luftschiffhafen               | quart de finaliste                                          |
| Espagne                                                     | Club Natació Mataro                                         | cinquième                                                   |
| France                                                      | Olympic Nice Natation                                       | troisième                                                   |
| France                                                      | Francs nageurs cheminots de Douai                           | quatrième                                                   |
| Grande-Bretagne                                             | Cheltenham Swimming and WaterPolo Club                      | quatrième                                                   |
| Grande-Bretagne                                             | Bristol Central Swimming Club                               | cinquième                                                   |
| Hongrie                                                     | Debreceni Vízilabda Sport Egyesület                         | cinquième                                                   |
| Hongrie                                                     | Szolnoki Vízilabda Sportclub                                | sixième                                                     |
| Italie                                                      | Rari Nantes Savona                                          | quatrième                                                   |
| Italie                                                      | Rari Nantes Florentia                                       | cinquième                                                   |
| Pays-Bas                                                    | Amersfoortse Zwem en Polo Club                              | ?                                                           |
| Russie                                                      | Dinamo Moscou                                               | ?                                                           |
| Russie                                                      | Dinamo Spartak Astrakhan                                    | ?                                                           |
| Serbie                                                      | Vaterpolo klub Radnički Kragujevac                          | Promu en ligue A,                                           |
| Turquie                                                     | Enka Spor Kulübü                                            | ?                                                           |
| Turquie                                                     | İstanbul Yüzme İhtısas Kulübü                               | ?                                                           |

## Déroulement
En octobre 2012, le tour de qualification permet de conserver seize équipes parmi les quinze inscrites rejointes par les quatre éliminées du tour de qualification de la Ligue des champions de water-polo européen 2012-2013Ligue des champions 2012-2013 de septembre 2012.
La phase à élimination directe se joue en matches aller-retour au meilleur du score cumulé des quarts de finale jusqu'à la finale, de novembre 2012 à mai 2013.

## Phase qualificative
En raison du nombre d’équipes, un seul tour de qualification au lieu de deux a lieu du 19 au 21 octobre 2012.
Les équipes terminant aux deux premières places de chacun des quatre groupes se qualifient pour les quarts de finale de la phase à élimination directe.
Le tirage au sort a lieu le 19 septembre 2012.

## Phase à élimination directe
Chaque phase se joue en matches aller et retour. Se qualifie l'équipe qui a le meilleur score cumulé. Une prolongation de deux fois trois minutes, voire une séance de tirs au but, sont prévues pour départager les équipes à la fin du match retour.

## Sources
- [PDF] (en) Partie 3 du règlement des coupes d'Europe de clubs, Ligue européenne de natation, 14 mai 2011.